# Panneau solaire aérothermique

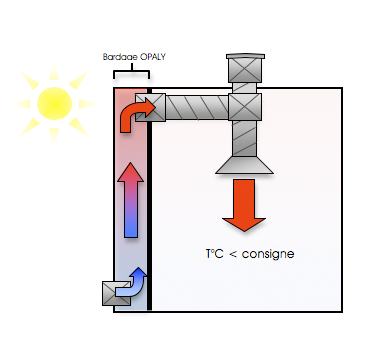
Fonctionnement des panneaux solaires aérothermiques.

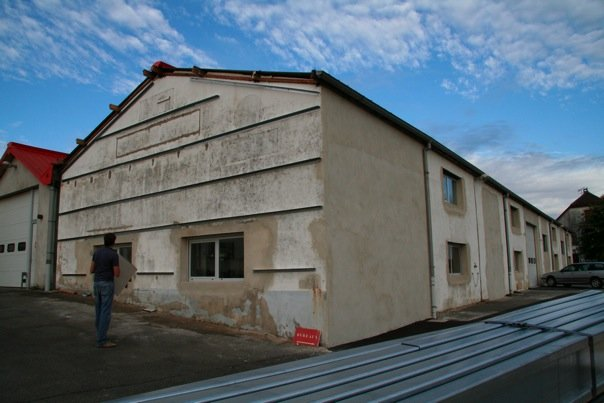
Avant (sans panneaux solaires aérothermiques).

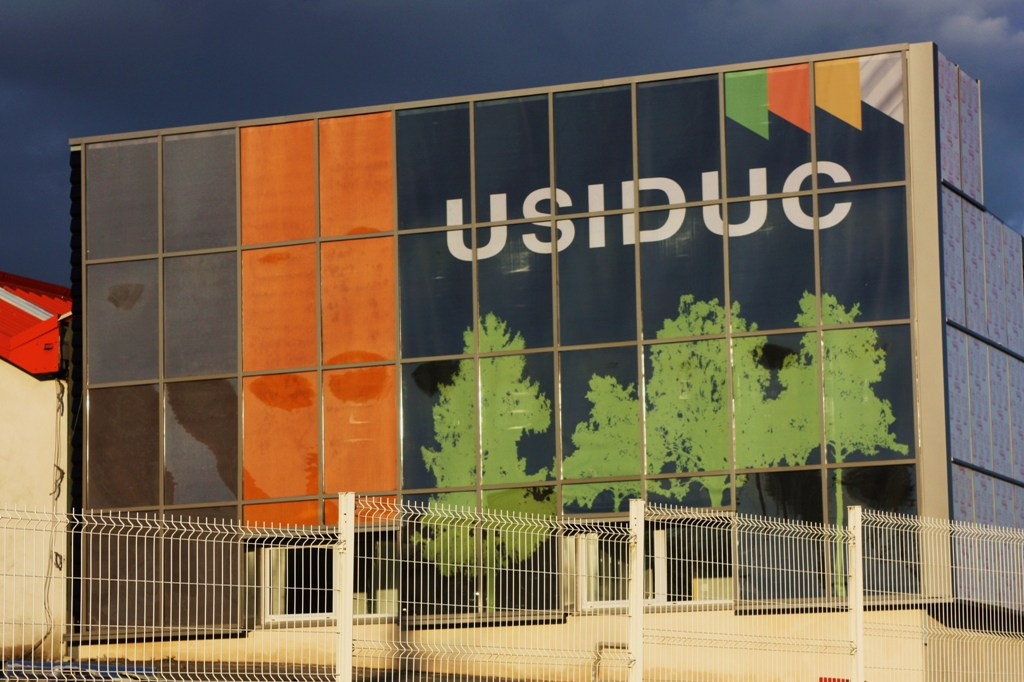
Après (avec panneaux solaires aérothermiques).

Les panneaux solaires aérothermiques sont des systèmes passifs ou actifs utilisant à la fois les apports de chaleur solaires et les propriétés thermodynamiques de l'air pour chauffer ou climatiser l'intérieur d'un bâtiment. Constitués d'une double ou triple paroi exposée au soleil, ces panneaux (ou vitres) chauffent l'air emprisonné (qui remonte par convection). Ils sont l'une des alternatives passives à la ventilation mécanique contrôlée à double flux, par leur mise en œuvre et leur entretien simples.

## Fonctionnement
Les panneaux solaires aérothermiques sont constitués d'une double ou triple paroi emprisonnant de l'air et orientée vers le soleil. L'air emprisonné est chauffé par le soleil et remonte par convection ou par une ventilation mécanique contrôlée. Une aération permet à l'air frais d'être injecté en bas, tandis que l'air chaud en haut est incorporé au circuit de ventilation du bâtiment.

## Systèmes similaires

### Ouvrant à effet pariétodynamique
Cette section est promotionnelle ou publicitaire (juin 2019). Considérez son contenu avec précaution et/ou discutez-en.

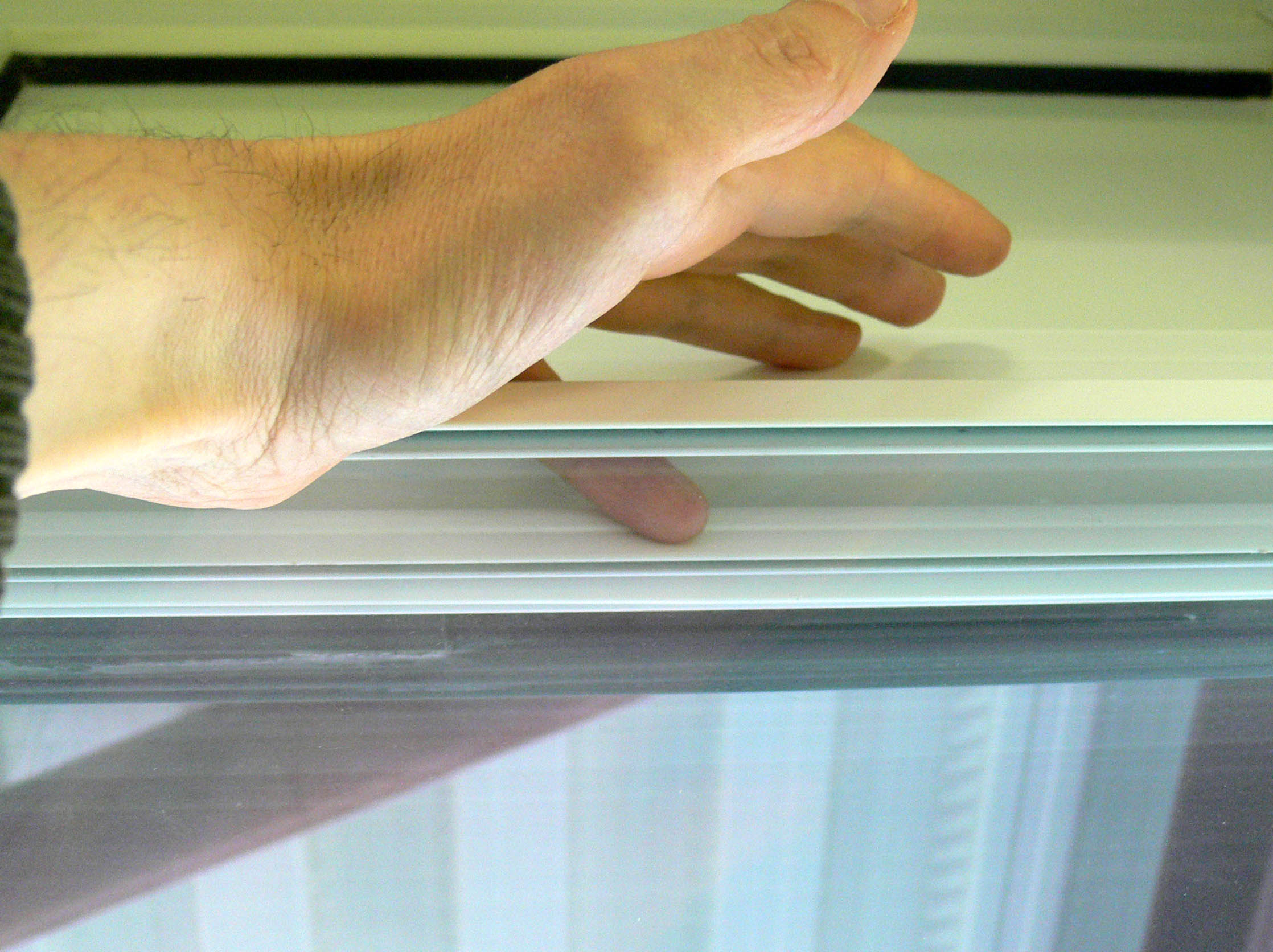
Détail du haut d'un panneau montrant l'ouverture par laquelle l'air entre dans la pièce.

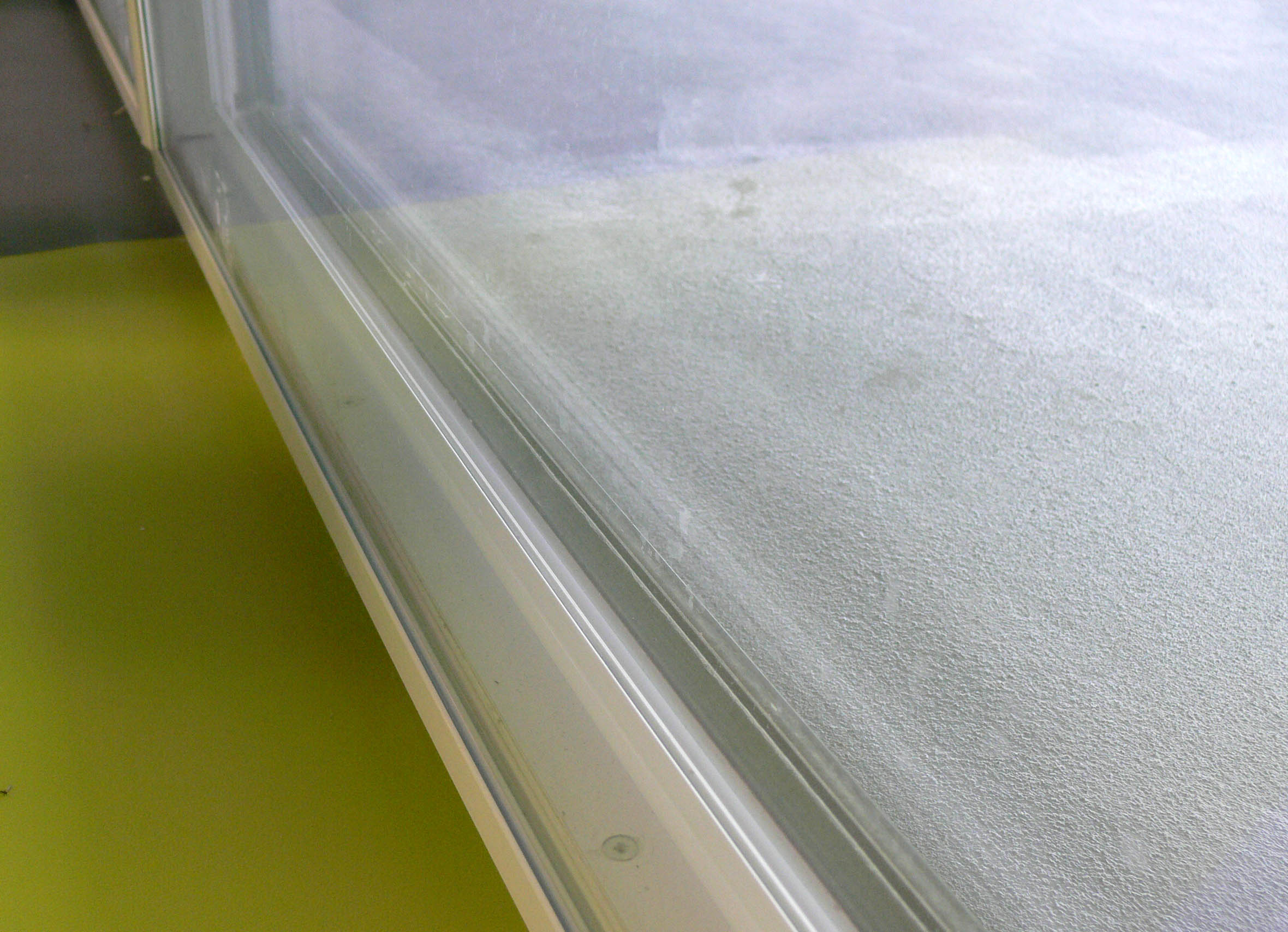
On distingue en bas de la fenêtre le verre intermédiaire, sous lequel l'air passe avant de remonter pour entrer dans la pièce.

Les ouvrants à effet pariétodynamique ont été développés dans les années 1970 à la suite du premier choc pétrolier, suivant le principe de la paroi pariétodynamique, appliquée au vitrage pour un échange contrôlé (mais le plus passif possible) de chaleur entre l'extérieur et l'intérieur. C'est l'un des systèmes de chauffage/rafraîchissement à basse consommation d’énergie
Sa conception est notamment due au thermicien Jacques Paziaud[réf. nécessaire] suivant le principe qui a mis au point les fenêtres[pas clair] parfois dites « fenêtres Paziaud ». Elles peuvent être associées à des « murs ventilés » fonctionnant selon un principe proche[Quoi ?]), puis intégrées dans une conception plus heuristique[C'est-à-dire ?] de la circulation de l'air et de la chaleur dans le bâti et les lieux de vie d'un bâtiment.

#### Principe
L'air neuf extérieur pénètre par des ouvertures situées en partie haute puis il circule entre des parois de verre et, par effet de serre, se réchauffe entre deux ou trois lames d’air réalisées grâce à un triple vitrage. Elle joue le rôle d’échangeur thermique-tampon entre l’intérieur et extérieur ; si la fenêtre est au soleil et que l'air passe de l'extérieur à l'intérieur, par effet de serre l'air intérieur est réchauffé, et inversement il est rafraîchi si le flux est inversé. La nuit ou en l'absence de soleil, l'air entrant récupère une partie de l'énergie thermique de l'air sortant ou inversement, selon la direction du flux (généralement contrôlée par un système domotique relié à un thermostat). Le principe est d'associer le réchauffement passif solaire de l’air à un phénomène également passif de « récupération d’énergie sur la déperdition de la fenêtre ». Selon les mesures faites en laboratoire, « les gains sont très importants sur la température de l’air entrant quelle que soit l’orientation de la fenêtre. De nuit ou sans soleil, il est de 8 °C et par temps ensoleillé, de plus de 20 °C. ».

#### Remarques
L'illumination de la surface par la lumière et les ultraviolets solaires naturels (aux vertus désinfectantes) diminue le risque sanitaire lié aux bactéries et spores de champignons (notamment par rapport aux échangeurs double-flux intégrés dans des réseaux de gaines sous plafond). De même le système étant à tout moment « transparent », toute trace de poussière, d'insecte, etc. est visible. Le renouvellement d'air se fait tout en atténuant fortement le bruit extérieur.

#### Nettoyage
Dans un environnement poussiéreux, les faces internes peuvent se salir par la circulation de l’air. Ces fenêtres sont conçues pour qu'un nettoyage soit possible une à deux fois par an (dans le cas de fenêtre à triple paroi, il s'agit souvent de simples châssis de survitrage encadrant des verres simples de 4 mm d'épaisseur). Le fonctionnement permanent de la ventilation (passive ou assistée selon les cas) permet d'éviter toute condensation. 

#### Coût
Le surcoût apparent par rapport à une menuiserie classique est modeste. En 2014, lors d'une expérimentation le surcout pour le vitrage était d'environ 100 €/m2 de vitrage pour la « fenêtre EnR » (à « bouche d’entrée d’air autoréglable »). Ce surcoût est largement remboursé par les économies faites , « Des études réalisées par l’Ademe ont mis en évidence une réduction des consommations d'énergie de l’ordre de 25 % »).

#### Modélisations
Ce procédé reposant sur un écoulement contrôlé d’air en régime laminaire entre deux plans proches et parallèles ou quasi-parallèles a fait l'objet de bilans thermiques et de modélisations (simulations 2D avec le logiciel de MFN Fluent et de modélisations plus complexes (des coefficients de convection thermique notamment) avec la MFN,,.

#### Calcul des économies d'énergie
Depuis septembre 2009, une méthode a été retenue (par arrêté) pour calculer la part de ces fenêtres dans les modélisations et calculs des bilans apports solaires/déperdition d'énergie thermique, dans le cadre de la réglementation thermique 2005 (RT 2005).

#### Intérêts
Dans un habitat presque passif et sans ventilation mécanique contrôlée de type double-flux, la fenêtre pourra jouer le même rôle que l'échangeur des systèmes double-flux (bien plus lourds et encombrants), en contribuant au renouvellement de l'air, tout en réchauffant ou rafraichissant l'air intérieur, selon que l'intérieur sera en très légère pression ou dépression par rapport à l'extérieur (une différence de 4 pascals suffit). Le calcul de la surface vitrée et du débit minimum et maximum nécessaires est plus complexe que pour la VMC classique et nécessite des compétences poussées de thermicien et hydraulicien. Ce système évite aussi la sensation de courant d’air froid par la fenêtre et diminue fortement la sensation de paroi froide en hiver.

### Mur Trombe
En l'absence de rayonnement solaire, le flux convectif s'inverse provoquant un refroidissement accéléré de la pièce. Pour éviter cela, il est alors nécessaire de disposer des clapets de fermeture. L’avantage est qu’il restitue la chaleur emmagasinée durant la journée pendant la nuit (inutile pour les bâtiments commerciaux inoccupés en règle générale la nuit).

## Quelques statistiques
- Diminution des factures de chauffage de 30 à 50 % (les économies d'énergie attendues pour le bâtiment de l'université régionale des métiers de l'art et de l'artisanat de Saint-Saulve, grâce notamment aux vitrages pariétodynamiques est de -40%[11]).
- La quantité d'énergie produite se situe au-dessus des 350 kWh/m2/an.

### Vidéographie
- [vidéo] Installation du premier module prototype